# Obafemi Martins
Obafemi Akinwunmi Martins (28 tháng 10 năm 1984) là tiền đạo người Nigeria đang thi đấu cho Thượng Hải Lục Địa Thân Hoa và đội tuyển quốc gia Nigeria. Anh được biết đến nhờ tốc độ của mình. Sau khi rời quê nhà Nigeria để đến với Ý năm 16 tuổi, anh đã chơi ở một số câu lạc bộ ở các giải đấu quốc gia khắp châu Âu. Anh bắt đầu thi đấu chuyên nghiệp ở Inter Milan trước khi chuyển đến Newcastle United F.C. ở ngoại hạng Anh vào năm 2006. Sau đó anh chuyển sang chơi cho VfL Wolfsburg ở giải Bundesliga vào năm 2009. Một năm sau anh chuyển tới Rubin Kazan ở Nga vào tháng 7 năm 2010. Năm 2013 anh chuyển tới Seattle Sounders ở MLS và bắt đầu trở thành thần tượng tại câu lạc bộ mới. Năm 2016 anh chuyển sang thi đấu tại Trung Quốc
Martins đã giành được Serie A, Italian Cup (2 lần) và Siêu Cúp Ý với Inter Milan. Ở Birmingham City anh ghi bàn thắng quyết định chiến thắng trong trận chung kết Cúp Liên Đoàn Anh 2011. Anh còn giành được UEFA Intertoto Cup cùng Newcastle United F.C. Martins đã thi đấu cho đội tuyển Nigeria tại Cúp Các Quốc gia châu Phi vào những năm 2006, 2008 và 2010, và tại FIFA World Cup vào năm 2010.

## Thống kê sự nghiệp
Tính đến 2 tháng 11 năm 2016.
| Câu lạc bộ          | Câu lạc bộ             | Câu lạc bộ             | Giải đấu       | Giải đấu       | Cúp quốc gia | Cúp quốc gia | Cúp liên đoàn      | Cúp liên đoàn      | Châu lục | Châu lục | Khác | Khác | Tổng cộng | Tổng cộng |
| Mùa giải            | Câu lạc bộ             | Giải đấu               | Trận           | Bàn            | Trận         | Bàn          | Trận               | Bàn                | Trận     | Bàn      | Trận | Bàn  | Trận      | Bàn       |
| Ý                   | Ý                      | Ý                      | Seria A        | Seria A        | Coppa Italia | Coppa Italia | League Cup         | League Cup         | Châu Âu  | Châu Âu  | Khác | Khác | Tổng cộng | Tổng cộng |
| ------------------- | ---------------------- | ---------------------- | -------------- | -------------- | ------------ | ------------ | ------------------ | ------------------ | -------- | -------- | ---- | ---- | --------- | --------- |
| 2000–01             | Reggiana               | Serie C1               | 2              | 0              | —            | —            | —                  | —                  | —        | —        | —    | —    | 2         | 0         |
| 2001–02             | Internazionale         | Serie A                | 0              | 0              | 0            | 0            | —                  | —                  | 0        | 0        | —    | —    | 0         | 0         |
| 2002–03             | Internazionale         | Serie A                | 4              | 1              | 2            | 0            | —                  | —                  | 4        | 2        | —    | —    | 10        | 3         |
| 2003–04             | Internazionale         | Serie A                | 25             | 7              | 3            | 1            | —                  | —                  | 9        | 3        | —    | —    | 37        | 11        |
| 2004–05             | Internazionale         | Serie A                | 31             | 11             | 6            | 6            | —                  | —                  | 8        | 5        | —    | —    | 45        | 22        |
| 2005–06             | Internazionale         | Serie A                | 28             | 9              | 6            | 2            | —                  | —                  | 9        | 2        | 1    | 0    | 44        | 13        |
| Anh                 | Anh                    | Anh                    | Premier League | Premier League | FA Cup       | FA Cup       | League Cup         | League Cup         | Châu Âu  | Châu Âu  | Khác | Khác | Tổng cộng | Tổng cộng |
| 2006–07             | Newcastle United       | Premier League         | 33             | 11             | 2            | 0            | 2                  | 0                  | 9        | 6        | —    | —    | 46        | 17        |
| 2007–08             | Newcastle United       | Premier League         | 31             | 9              | 0            | 0            | 2                  | 1                  | 0        | 0        | —    | —    | 33        | 10        |
| 2008–09             | Newcastle United       | Premier League         | 24             | 8              | 0            | 0            | 1                  | 0                  | 0        | 0        | —    | —    | 25        | 8         |
| Đức                 | Đức                    | Đức                    | Bundesliga     | Bundesliga     | DFB-Pokal    | DFB-Pokal    | DFB Ligapokal      | DFB Ligapokal      | Châu Âu  | Châu Âu  | Khác | Khác | Tổng cộng | Tổng cộng |
| 2009–10             | VfL Wolfsburg          | Bundesliga             | 16             | 6              | 1            | 0            | 0                  | 0                  | 8        | 0        | —    | —    | 25        | 6         |
| Nga                 | Nga                    | Nga                    | RPL            | RPL            | Russian Cup  | Russian Cup  | Premier League Cup | Premier League Cup | Châu Âu  | Châu Âu  | Khác | Khác | Tổng cộng | Tổng cộng |
| 2010                | Rubin Kazan            | Russian Premier League | 4              | 0              | 1            | 1            | 1                  | 1                  | 0        | 0        | —    | —    | 6         | 2         |
| Anh                 | Anh                    | Anh                    | Premier League | Premier League | FA Cup       | FA Cup       | League Cup         | League Cup         | Châu Âu  | Châu Âu  | Khác | Khác | Tổng cộng | Tổng cộng |
| 2010–11             | Birmingham City (mượn) | Premier League         | 4              | 0              | 1            | 1            | 1                  | 1                  | 0        | 0        | —    | —    | 6         | 2         |
| Nga                 | Nga                    | Nga                    | RPL            | RPL            | Russian Cup  | Russian Cup  | Premier League Cup | Premier League Cup | Châu Âu  | Châu Âu  | Khác | Khác | Tổng cộng | Tổng cộng |
| 2011–12             | Rubin Kazan            | Russian Premier League | 8              | 1              | 1            | 0            | —                  | —                  | 8        | 2        | —    | —    | 17        | 3         |
| 2012–13             | Rubin Kazan            | Russian Premier League | 0              | 0              | —            | —            | —                  | —                  | —        | —        | 1    | 0    | 1         | 0         |
| Tây Ban Nha         | Tây Ban Nha            | Tây Ban Nha            | La Liga        | La Liga        | Copa del Rey | Copa del Rey | Copa de la Liga    | Copa de la Liga    | Châu Âu  | Châu Âu  | Khác | Khác | Tổng cộng | Tổng cộng |
| 2012–13             | Levante                | La Liga                | 21             | 7              | 3            | 0            | —                  | —                  | 3        | 2        | —    | —    | 27        | 9         |
| Hoa Kỳ              | Hoa Kỳ                 | Hoa Kỳ                 | MSL            | MSL            | US Open Cup  | US Open Cup  | League Cup         | League Cup         | Bắc Mỹ   | Bắc Mỹ   | Khác | Khác | Tổng cộng | Tổng cộng |
| 2013                | Seattle Sounders FC    | Major League Soccer    | 20             | 8              | 1            | 0            | —                  | —                  | —        | —        | 1    | 0    | 22        | 8         |
| 2014                | Seattle Sounders FC    | Major League Soccer    | 31             | 17             | 2            | 2            | —                  | —                  | —        | —        | 4    | 0    | 37        | 19        |
| 2015                | Seattle Sounders FC    | Major League Soccer    | 21             | 15             | 1            | 1            | —                  | —                  | 0        | 0        | 2    | 0    | 24        | 16        |
| Trung Quốc          | Trung Quốc             | Trung Quốc             | League         | League         | Cúp quốc gia | Cúp quốc gia | Cúp Liên đoàn      | Cúp Liên đoàn      | Châu Á   | Châu Á   | Khác | Khác | Tổng cộng | Tổng cộng |
| 2016                | Thân Hoa Thượng Hải    | Chinese Super League   | 26             | 9              | 5            | 6            | —                  | —                  | —        | —        | —    | —    | 31        | 15        |
| Quốc gia            | Ý                      | Ý                      | 90             | 28             | 17           | 9            | —                  | —                  | 30       | 12       | 1    | 0    | 138       | 49        |
| Quốc gia            | Anh                    | Anh                    | 92             | 28             | 3            | 1            | 6                  | 2                  | 9        | 6        | 0    | 0    | 110       | 37        |
| Quốc gia            | Đức                    | Đức                    | 16             | 6              | 1            | 0            | 0                  | 0                  | 8        | 0        | 0    | 0    | 25        | 6         |
| Quốc gia            | Nga                    | Nga                    | 20             | 3              | 1            | 0            | —                  | —                  | 13       | 2        | 1    | 0    | 35        | 5         |
| Quốc gia            | Tây Ban Nha            | Tây Ban Nha            | 21             | 7              | 3            | 0            | —                  | —                  | 3        | 2        | 0    | 0    | 27        | 9         |
| Quốc gia            | Hoa Kỳ                 | Hoa Kỳ                 | 72             | 40             | 4            | 3            | —                  | —                  | 0        | 0        | 7    | 0    | 83        | 43        |
| Quốc gia            | Trung Quốc             | Trung Quốc             | 26             | 9              | 5            | 6            | —                  | —                  | 0        | 0        | 0    | 0    | 31        | 15        |
| Tổng cộng sự nghiệp | Tổng cộng sự nghiệp    | Tổng cộng sự nghiệp    | 337            | 121            | 34           | 19           | 6                  | 2                  | 63       | 22       | 9    | 0    | 449       | 164       |

| Nigeria   | Nigeria | Nigeria |
| Năm       | Trận    | Bàn     |
| --------- | ------- | ------- |
| 2004      | 4       | 3       |
| 2005      | 4       | 6       |
| 2006      | 7       | 2       |
| 2007      | 5       | 2       |
| 2008      | 2       | 0       |
| 2009      | 3       | 2       |
| 2010      | 12      | 3       |
| 2011      | 0       | 0       |
| 2012      | 1       | 0       |
| 2013      | 1       | 0       |
| 2014      | 0       | 0       |
| 2015      | 2       | 0       |
| 2016      | 1       | 0       |
| Tổng cộng | 42      | 18      |

## Danh hiệu
Inter Milan
- Serie A: 2005–06
- Coppa Italia: 2004–05, 2005–06
- Supercoppa Italiana: 2005

Newcastle United
- UEFA Intertoto Cup: 2006

Birmingham City
- Football League Cup: 2010–11

Rubin Kazan
- Russian Cup: 2011–12
- Russian Super Cup: 2012

Seattle Sounders FC
- MLS Supporters' Shield: 2014
- U.S. Open Cup: 2014

Shanghai Greenland Shenhua
- Chinese FA Cup: 2017